# Lanfiéra-Koura
Pour les articles homonymes, voir Lanfiéra.
Ne doit pas être confondu avec Lanfièra-Koura.
Lanfiéra-Koura est une localité située dans le département de Sono de la province de la Kossi dans la région de la Boucle du Mouhoun au Burkina Faso.